# (100594) 1997 OH2
(100594) 1997 OH2 es un asteroide perteneciente al cinturón de asteroides, descubierto el 30 de julio de 1997 por el equipo del OCA-DLR Asteroid Survey desde el Sitio de Observación de Calern, Caussols, Francia.

## Designación y nombre
Designado provisionalmente como 1997 OH2.

## Características orbitales
1997 OH2 está situado a una distancia media del Sol de 2,465 ua, pudiendo alejarse hasta 2,944 ua y acercarse hasta 1,986 ua. Su excentricidad es 0,194 y la inclinación orbital 2,186 grados. Emplea 1414,04 días en completar una órbita alrededor del Sol.
El próximo acercamiento a la órbita terrestre se producirá el 16 de septiembre de 2188.

## Características físicas
La magnitud absoluta de 1997 OH2 es 16,5.